# Інтранаркозне пробудження
Інтранарко́зне пробу́дження (інтраопераці́йне пробу́дження) — пробудження під час хірургічної операції. Може бути не помічено анестезіологом. У різних випадках пацієнт переживає больові відчуття, чує звуки, а також запам'ятовує події, що відбуваються з ним. Інтранаркозне відновлення свідомості є ускладненням анестезії, що не становить безпосередньої загрози життю людини, проте може викликати деякі психологічні проблеми.

## Статистика
Щороку 21 000 000 людей, отримують загальну анестезію під час якої вони спокійно засинають.
30 000 пацієнтам не вдається заснути. Їм доводиться відчувати неприємні больові відчуття під час хірургічних втручань. Пацієнти цілком усвідомлюють те, що відбувається.

### Факти
У листопаді 2004 року в газеті «Вашингтон пост» було опубліковано інтерв'ю С. Вільямса, пацієнта одного з кардіохірургічних стаціонарів США, в якому він розповів свої спогади про операцію, виконану два роки тому. Вільямс неодноразово прокидався під час операції, чув шум хірургічної пилки, що розтинає грудину, міркування хірурга про поганий стан серця і ймовірності смертельного результату, відчував пекучий біль від розрядів дефібріллятора[джерело?].
Цей випадок є далеко не єдиним опублікованим прикладом інтранаркозного пробудження, тобто неконтрольованого і непоміченого лікарями відновлення свідомості у пацієнта під час виконання операції в умовах загальної анестезії. Частота інтранаркозного пробудження становить менше 1 %, проте вона може бути значно вища, досягаючи 2-10 % і більше, під час деяких видів операцій, наприклад, під час кесаревого розтину, хірургічної допомоги постраждалим з політравмою, а також в кардіохірургії[джерело?]. В результаті щороку, лише в США, це ускладнення розвивається приблизно в 20 000-40 000 хворих хірургічного профілю. Приблизно в кожного третього з цих пацієнтів таке відновлення свідомості супроводжується больовими відчуттями, в останніх болю немає, але виникає відчуття дискомфорту, страху і навіть паніки. Окрім того, половина пацієнтів з цієї групи не може пригадати безпосередньо після операції про те, що у них був процес відновлення свідомості.

## Причини інтранаркозного пробудження
Ризик неконтрольованого пробудження пацієнта під час операції залежить від багатьох чинників. Наприклад, відновлення свідомості може статися в разі збою в роботі наркозно-дихальної апаратури. Проте вклад цього чинника в загальну частоту інтранаркозного пробудження не перевищує 2,5 %.[джерело?] Важливішим є загальний стан пацієнта, характер його основного і супутніх захворювань, а також особливості методу анестезії і можливість користуванням спеціальної апаратури, що забезпечує моніторинг за станом хворого під час анестезії (BIS-моніторинг)
Ризик інтранаркозного пробудження може бути підвищеним у пацієнтів, котрі тривалий час приймали препарати, що впливають на головний мозок, наприклад, снодійні засоби, алкоголь, наркотики та інші лікарські засоби. У такій ситуації може бути потрібною більша доза анестетика, ніж зазвичай. Визначити її під час планування загальної анестезії буває досить важко. У будь-якому випадку дуже важливо розповісти лікареві про тривале приймання будь-яких лікарських засобів.
Імовірність інтранаркозного пробудження вища у пацієнтів, що раніше пережили таке ускладнення. Про цей факт необхідно розповісти лікарю. В цьому випадку він може змінити план анестезії або використовувати спеціальні монітори, що дозволяють точніше визначити стан свідомості під час наркозу.